# Burg Peckelsheim
Die Burg Peckelsheim ist eine mittelalterliche Burganlage in der Burgstraße 5–7 in Peckelsheim, Kreis Höxter in Nordrhein-Westfalen. Erhalten ist unter anderem noch ein dreigeschossiger Wohnturm des 14. Jahrhunderts mit Wappentafel von 1535, ein Wohnhaus und eine Scheune. Die Anlage wurde am 13. Februar 1985 in die Liste der Baudenkmäler in Willebadessen eingetragen.

## Geschichte
Bereits im 10. Jahrhundert wurde in Urkunden des Klosters Corvey der befestigte Hof „Pykulessun“ erwähnt. 1294 erfolgte die Anlage einer Burg, unter deren Schutz sich der Ort Peckelsheim entwickelte, der 1318 Stadtrechte bekam.
Burgmannen in Peckelsheim und Borgholz waren die von Niehausen und von Spiegel. erwarb Johann von Brobeck ein Viertel von Burg und Stadt Peckelsheim, die ihm der Paderborner Bischof Heinrich von Spiegel zum Desenberg verpfändete. Ab 1378 befand die Burg sich im Besitz der Linie Spiegel zum Desenberg. Seither nennt sich der einst hier lebende Familienzweig bis heute Spiegel von und zu Peckelsheim; er besitzt bis heute das benachbarte Rittergut Helmern. Die Spiegel zu Peckelsheim hatten das Amt des Erbmarschalls der Fürstbischöfe zu Paderborn inne. Unter ihnen wurde im 14. Jahrhundert der noch bestehende Wohnturm erbaut.
Simon von Spiegel zu Peckelsheim (1477–1540) ließ ein 1510 neues Wohnhaus neben dem Turm erbauen und 1535 weitere Veränderungen und Umbauten durchführen. Am Turmhaus befindet sich eine Wappentafel von 1535. Seine Tochter Goda von Spiegel zu Peckelsheim (1508–1593) heiratete Johann von Spiegel (1488–1559) aus der Desenberger Linie. Ihr Sohn Raban von Spiegel zum Desenberg (1540–1603) heiratete ca. 1577 Ursula von Fürstenberg zu Waterlappe.
Im 18. Jahrhundert wurde die Burg aufgegeben und nur das Gut wurde als landwirtschaftlicher Betrieb weitergeführt. Dieser wurde 1856 durch eine Scheune erweitert. Das neben dem Turm stehende Herrenhaus von 1510 wurde u. a. durch klassizistische Bogenfenster umgestaltet. 1906 gehörte das Anwesen den Eheleuten Albert Legge und seiner Frau Therese, geborene Lücking. Der mittelalterliche Wohnturm befindet sich heute allerdings in einem konservatorisch wenig ansprechenden Zustand.

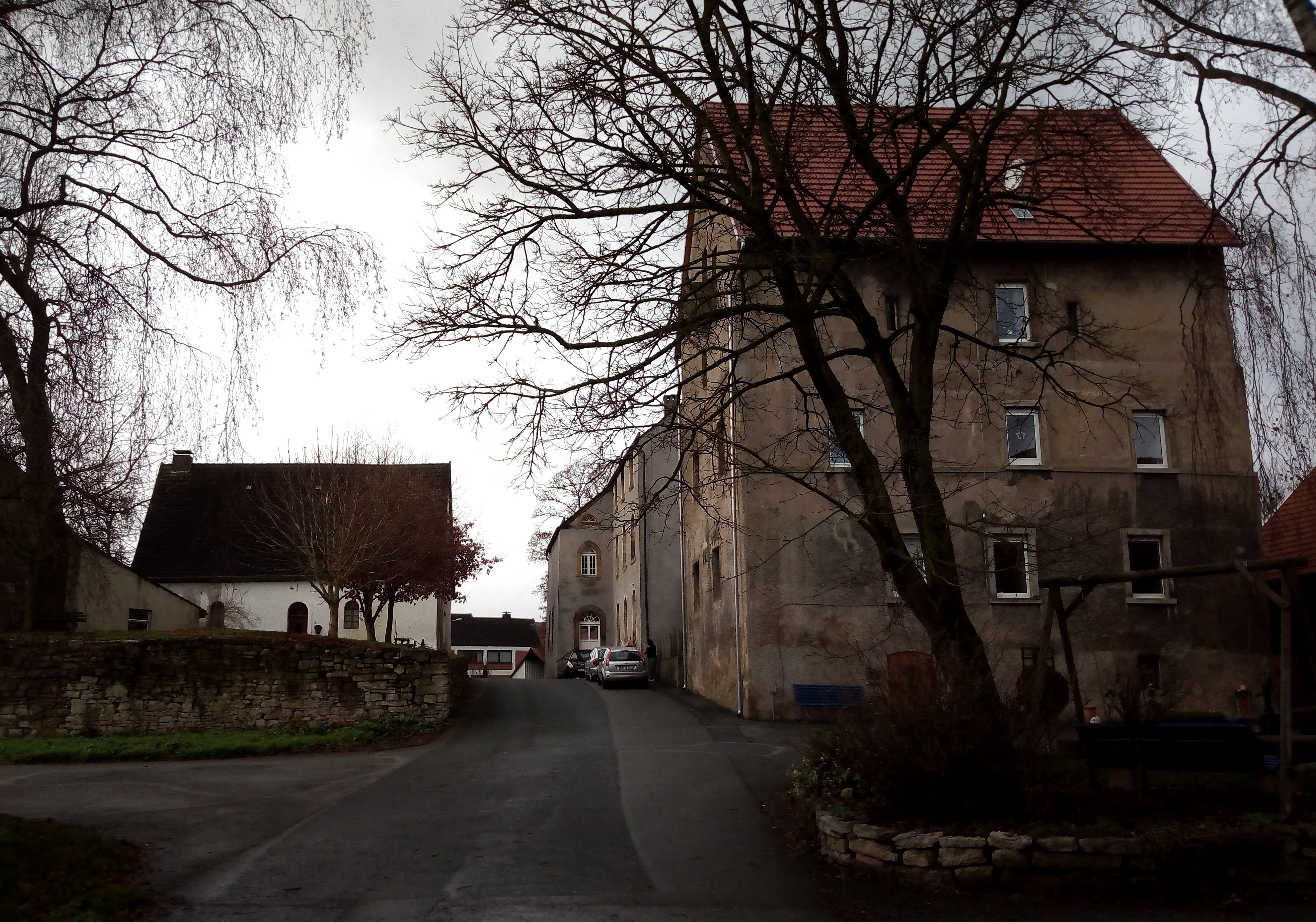
Burganlage
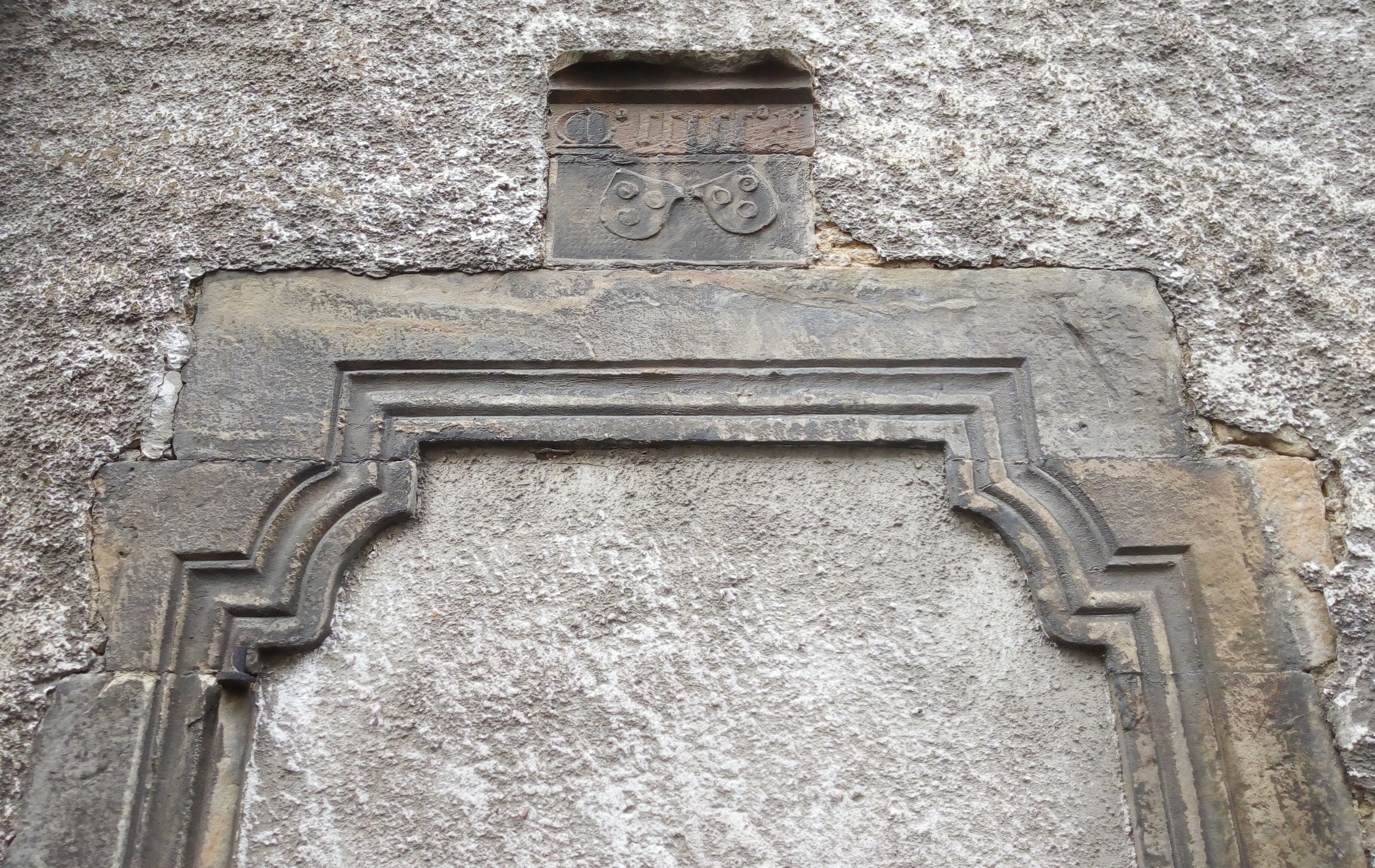
Spätgotischer Fenstersturz von 1510 mit dem von Spiegelschen Wappen (2018)
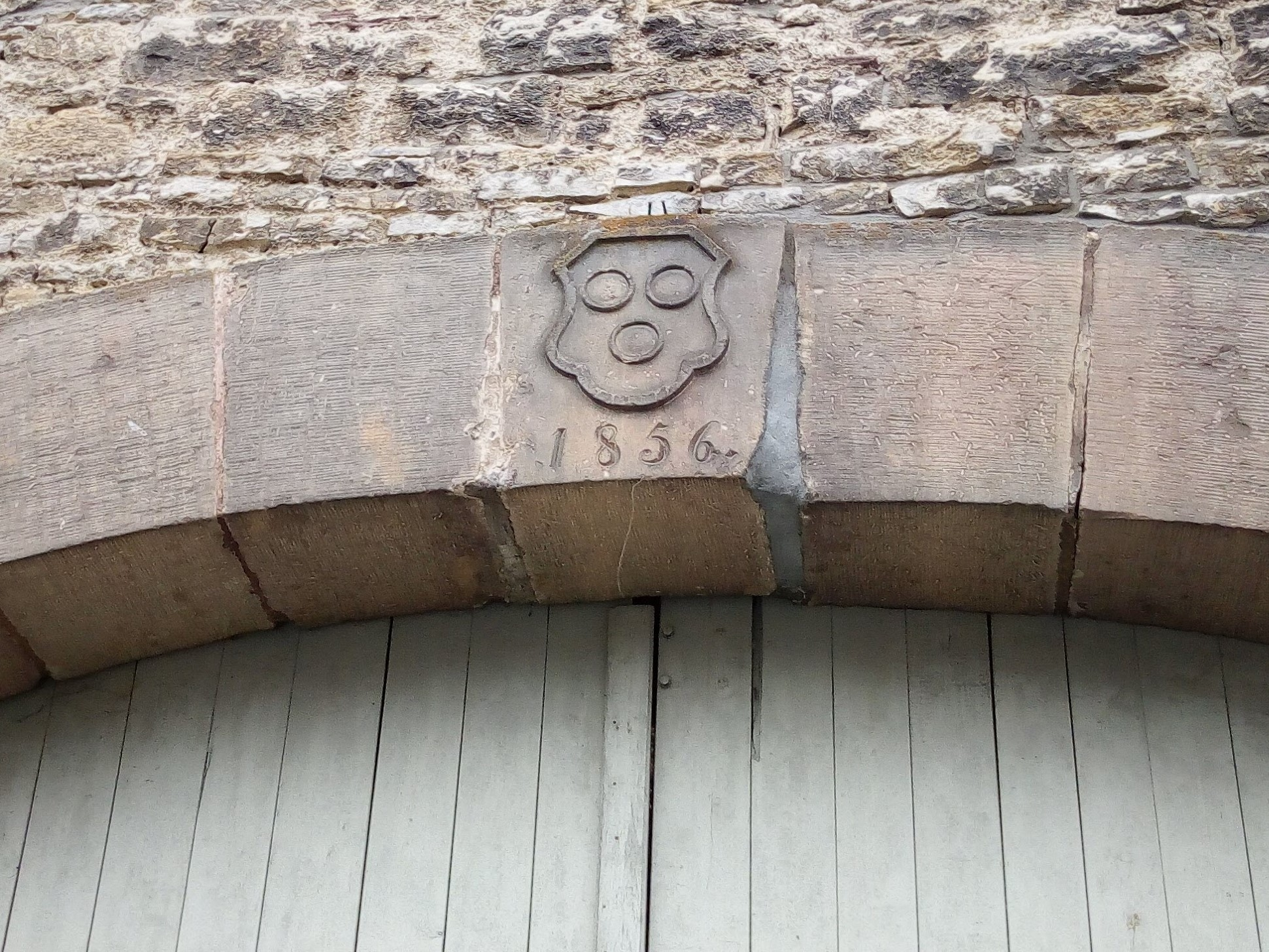
Torbogen von 1856 mit dem von Spiegelschen Wappen (2018)
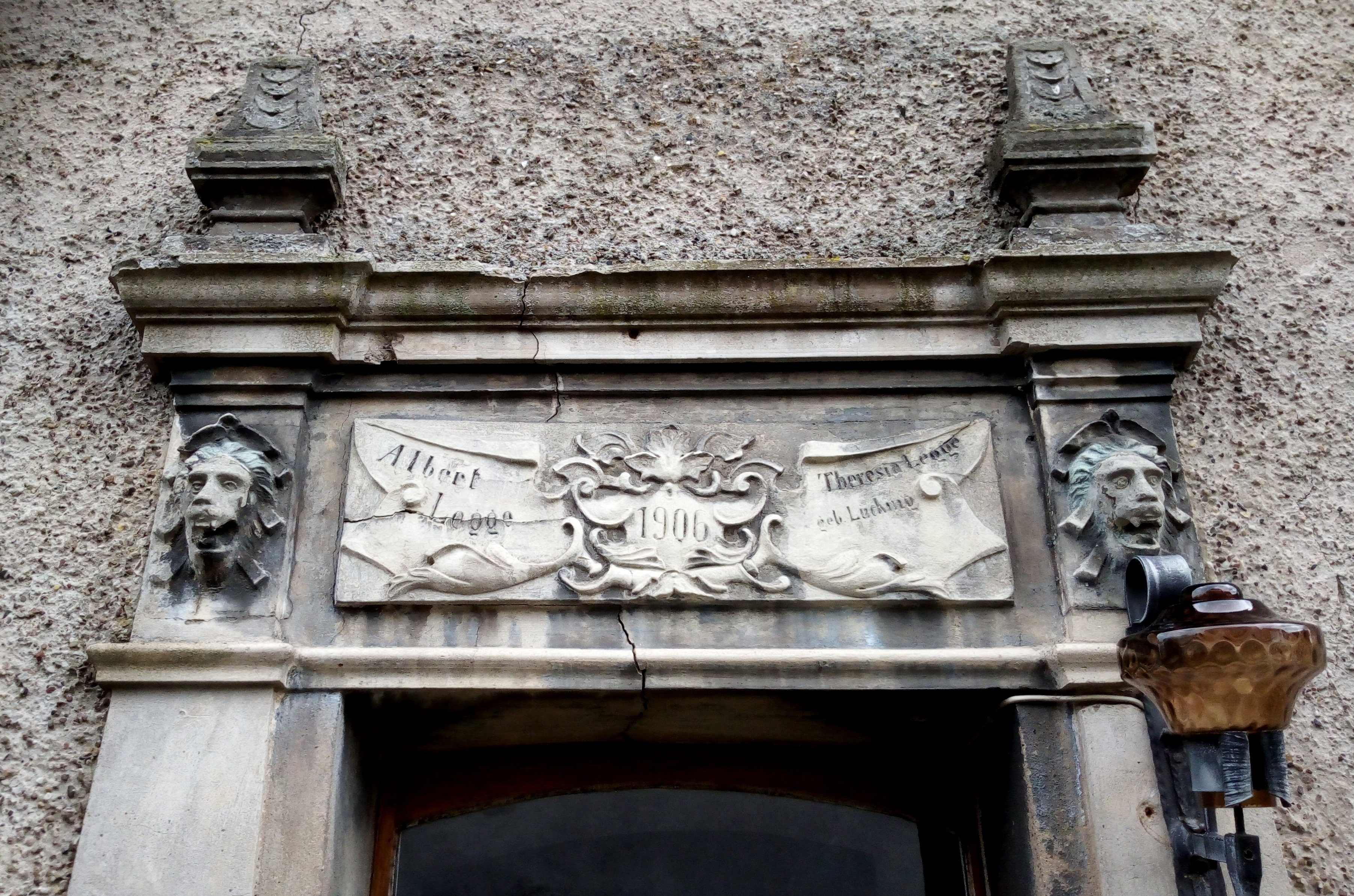
Türsturz Albert Legge und Theresia Lücking 1906 (2018)
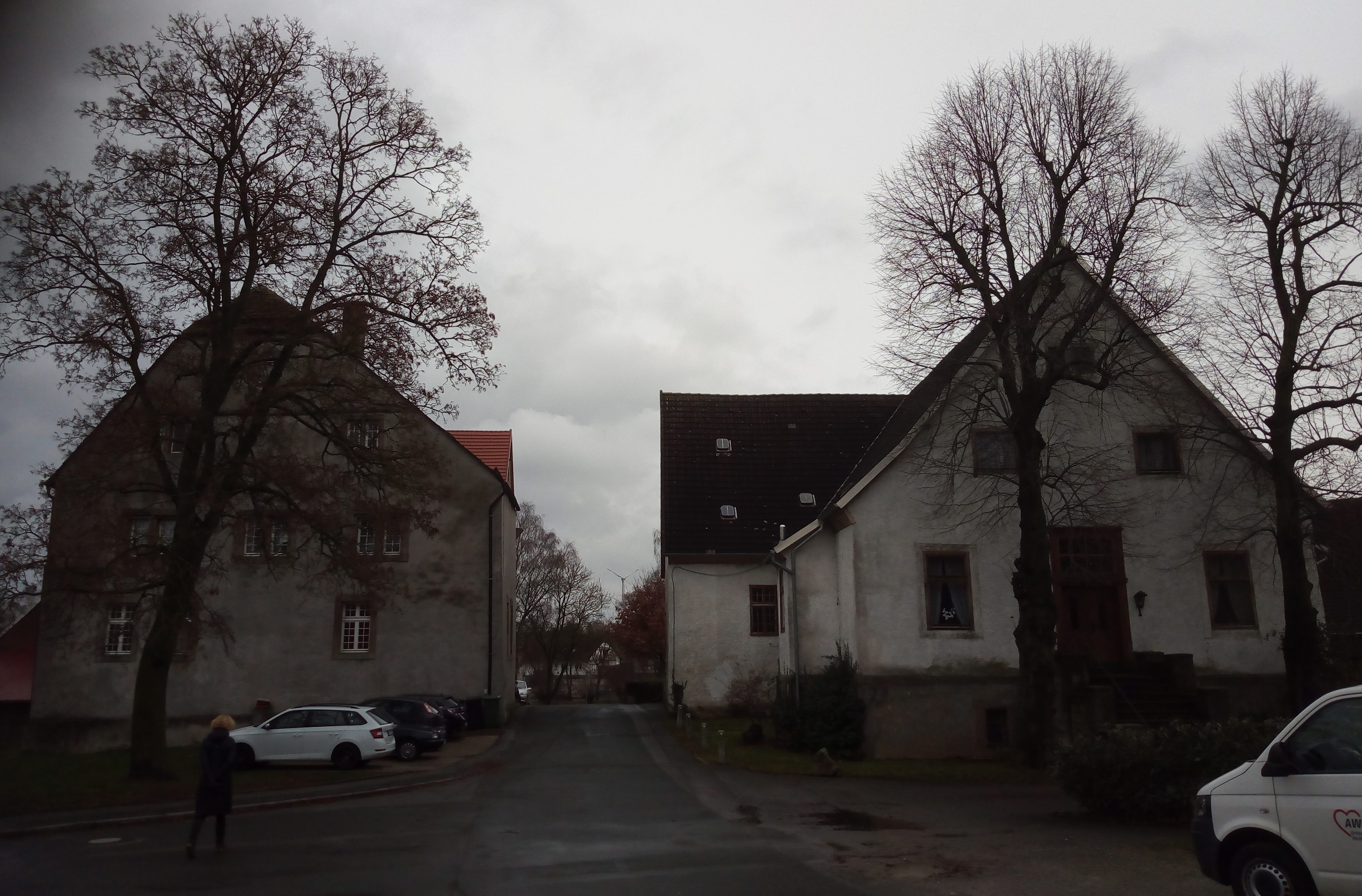
Wohngebäude (2018)